# Friedrich Reinhard von Redern und Probsthayn
Friedrich Reinhard von Redern und Probsthayn (geb. 2. Juli 1724; gest. 25. August 1783) war ein preußischer Landrat.

## Leben
Friedrich Reinhard von Redern und Probsthayn war ein Sohn von Niklas (oder Niclas) Sigismund von Redern (* 19. Juni 1673; † 24. September 1733 in Breslau) und dessen Ehefrau Anna Susanna (* um 1685; † 20. Juli 1770), Freiin von Braun, geb. von Zedlitz aus dem Hause Schönfeld. Sein Vater erwarb am 15. April 1709 das Gut Probsthayn im Gegenwert von 60.000 Reichstalern. Nach dessen Tod im Jahr 1733 übernahm die Mutter die Vormundschaft über den noch unmündigen Friedrich Reinhard. Nach einer anfänglichen häuslichen Bildung besuchte er das Oelser Gymnasium in Oels. Im Anschluss studierte er drei Jahre lang Jura an der Universität Leipzig. Später wurde er von den Landständen zum Kreisdeputierten gewählt. 1770 erhielt er die Ernennung zum Landrat des Kreises Goldberg. Das Amt als Landrat übte er bis 1783 aus, Nachfolger wurde Valentin Sigismund von Redern und Probsthayn.

## Persönliches
Friedrich Reinhard von Redern und Probsthayn war Erbherr auf Probsthayn. Im Juni 1755 vermählte er sich mit Elisabeth Caroline von Röbel, die bald nach der Heirat verstarb. Als Wittwer starb er am 25. August 1783 an den Folgen einer Lungenentzündung. Sein Nachlass fiel durch seine letzte Bestimmung an Carl Siegismund Alexander von Bock, der damit Besitzer des Guts Probsthayn wurde.

## Geschwister
- Johanne Friedericke (* 4. November 1709)
- Helene Charlotte (* 24. Oktober 1710)
- Friedrich Sigismund (* 18. Mai 1712)
- Johann Sigismund (* 11. März 1714)
- Niklas Sigismund (* 4. Juni 1716)
- Karl Wilhelm (* 17. Februar 1718)
- Amalie Juliane Henriette (* 11. März 1720)
- Anna Eleonore Elisabeth (* 22. Dezember 1722)
- Viktoria Sophie (* 22. März 1726)